# Чебачиха
Чебачи́ха — деревня в Большеуковском районе Омской области России, входила в Листвяжинское сельское поселение. С 5 ноября 2019 года в составе Аёвского сельского поселения.

## История
Селение заведено в 1908 году как переселенческий посёлок в Озёринской волости Тарского уезда Тобольской губернии.
1 января 1913 года посёлок передан в образованную Савиновскую волость.
На 1926 год имелось 65 хозяйств и 322 человека. Располагалась при речке Чебачиха.
На 1991 год деревня являлась отделением совхоза «Савиновский».

## Инфраструктура
На 2011 год имелась школа.
Улицы в деревне: Заречная, Лесная.

## Население
- 1926—322 человека (161 м — 161 ж);
- 1979 — 70 человек.

На 1989 год в деревне проживало 50 % русских, 42 % чувашей.
На 2002 год в деревне насчитывалось 30 чувашей.
| 1926 | 2002 | 2010 | 2021 |
| ---- | ---- | ---- | ---- |
| 322  | ↘48  | ↘16  | ↘11  |